# Chiesa di Santo Stefano (Priocca)
La chiesa di Santo Stefano  è la parrocchiale di Priocca nella provincia di Cuneo in Piemonte. Appartiene alla vicaria della Valle Tanaro della diocesi di Alba e risale al XIII secolo.

## Storia
Il primitivo luogo di culto venne edificato nel XIII secolo e la sua prima citazione su documenti risale al 1345 quando venne elencata come legata alla pieve di San Vittore. Fu citata ancora su vari documenti nel 1463 e nel 1585. Questo secondo caso è legato alla visita pastorale del vescovo Angelo Peruzzi dalla quale risulta che al tempo si trattava di un piccolo oratorio ma già dotato di fonte battesimale. Una nuova visita pastorale fu quella del vescovo Isidoro Pentorio del 1621, e in tale occasione risultò già ampliata, con unica navata e copertura a volta. Tra il 1651 e il 1658 fu quasi interamente ricostruita e nel 1662 venne dotata di un altare laterale. Viene ricordata ancora su documenti della diocesi di Asti nel 1742 come struttura antichissima. Tra il 1771 e il 1772 fu oggetto di restauro. Dal 1817, dal punto di vista della giurisdizione ecclesiastica, rientrò con tutti i luoghi di culto locali nella diocesi di Alba che era stata soppressa per disposizioni napoleoniche pochi anni prima. Dal 1894 si iniziò a pensare alla sua ricostruzione, e il progetto venne affidato a Giuseppe Gallo. All'inizio del XX secolo venne riedificata e, dopo la fine della prima guerra mondiale, nel 1924, fu ricostruito anche il campanile. Dopo la seconda guerra mondiale la sala venne arricchita di decorazioni realizzate dal pittore Oreste Dalle Ceste. La facciata venne restaurata e completata tra il 1983 e il 1984. Dopo i danni provocati dalla nevicata del 1986 fu necessario ricostruire la copertura del tetto. Gli ultimi importanti lavori di restauro conservativo sono stati realizzati tra il 2005 e il  2008, compreso l'adeguamento liturgico del presbiterio.

## Descrizione

### Esterni
La chiesa di Santo Stefano si trova nell'abitato di Priocca nella provincia di Cuneo, in Piemonte. La facciata in stile eclettico neogotico, ha una struttura basilicale caratterizzata da quattro lesene con pinnacoli apicali. La facciata risulta così tripartita e presenta un portale di accesso principale affiancato dai due portali laterali.     La torre campanaria si alza in posizione arretrata e staccata dall'edificio, sulla sua sinistra.

### Interni
La sala di grandi dimensioni è a croce latina composta da tre navate suddivise in quattro campate. Anche l'abside risulta tripartita. La sala è ampliata dalle cappelle laterali dedicate a San Francesco d'Assisi e a San Luigi Gonzaga.